# Никола Додов (учител)
Никола Сотиров Додов е български общественик и туристически деец, основател на Дупнишкото туристическо дружество „Рилски езера“.

## Биография
Роден е в Дупница на 21 юни 1873 г. Остава кръгъл сирак малко след Освобождението на България през 1878 г. Грижата за момчето поема отец Йеремия Ненов, старши клисар в Рилския манастир. След завършване на началното си образование в килийното училище на манастира Никола Додов постъпва в Рилското богословско училище в Самоков. След завършване на петгодишния курс работи ката учител в Рилския манастир, а след това и в Цариброд.
През 1897 г. Додов се записва за студент в Историко-филологическия факултет на Висшето училище, където се дипломира през 1901 г. Учителства в Дупница и Бургас и се установява в родния си град през 1907 г. Там е учител в Девическото педагогическо училище и директор на Дупнишката гимназия.
На 12 април 1909 г. основава Дупнишкото туристическо дружество „Рилски езера“, като е избран за негов председател. По време на неговото председателстване е остован фонд за изграждане на хижа в Рила планина през 1919 г. Благодарение на събраните средства през 1922 г. е построена хижа „Скакавица“ – първата туристическа хижа в България.
Додов активно участва в културния живот на Дупница – участва в градския хор „Родни звуци“, мандолинния оркестър, гимнастическото дружество „Македонски юнак“. Със съмишленици учредява археологическото дружество „Царичина“ (като секция към туристическото дружество) през 1911 г. Инициатор е за създаването на ученическото самообразователно дружество „Иван Вазов“ през 1919 г.
Мобилизиран е като младши подофицер в Четиринадесета опълченска дружина от Четиринадесети пехотен македонски полк на Седма пехотна рилска дивизия през септември 1912 г. Същия месец е командирован за писар в управлението на дивизионната област, на който пост остава през Балканската и Междусъюзническата война. След подписването на Букурещкия договор (1913) е произведен в звание старши подофицер. През септември 1915 г. при включването на България в Първата световна война той отново е мобилизиран и служи като писар в щаба на Седми опълченски полк.
След това е учител в Държавното девическо педагогическо училище в Дупница и негов директор от 1920 до 1924 г. Учителства в Дупнишката гимназия (1924 – 1928) и е неин директор от 1925 до 1926 г. Умира в Дупница през 1930 г.
По случай навършването на 90 години от рождението му през 1963 г. връх в Рила (северно от Рилския манастир) е официално наименуван Додов връх (2661 m).
Стенографският бележник на Додов „Дневник по Балканската война“ с военновременните му записки е обнародван през 2006 г.